# Nicolas Escoulan
Nicolas Escoulan (né le 27 juin 1975 à Saint-Nazaire) est un homme de média et de communication, journaliste français, passé par TF1, Canal+ et Europe1. Après avoir été directeur de cabinet du secrétaire d’État auprès du Premier ministre, porte-parole du Gouvernement, il est aujourd'hui directeur général adjoint et associé du cabinet de conseil stratégique en communication Taddeo.

## Parcours

### Jeunesse et études
Après des études de droit et de sciences politiques à l'université de Nantes qu'il poursuit à l'université Paris-I (Panthéon-Sorbonne), il est diplômé du centre de formation des journalistes de Paris (CFJ) en 1999,.

### Carrière
En mai 1999 Nicolas Escoulan intègre la rédaction de TF1 à Paris puis, en juillet 1999, il est nommé au bureau de Londres au Royaume-Uni de TF1 en tant que journaliste correspondant junior.
En 2001, il revient à la rédaction de TF1 à Paris au service économique puis information générale-étranger où il devient grand reporter en 2004. Il couvre les événements d'actualité (notamment : l'élection présidentielle américaine de 2004, le tsunami de 2004 dans l'océan Indien, le décès du Pape Jean-Paul II, le cyclone Katrina dans le sud-est dans États-Unis). En 2006, il réalise deux magazines pour TF1 sur la justice en France. En 2007, il intègre le service politique, toujours à TF1. Il est chargé de couvrir l'actualité du candidat à la présidence de la république Nicolas Sarkozy, puis de la présidence de la république, actualité qu'il suivra pour TF1 jusqu'en 2008.
Il quitte TF1 pour rejoindre Dimanche+ en septembre 2008, le magazine politique de Canal+, présentée par Anne-Sophie Lapix. Chaque semaine il est chargé de réaliser des reportages sur l'actualité politique ainsi que la séquence La bande-annonce, l'agenda de la semaine des événements à venir qui est diffusé en fin d'émission.
Nicolas Escoulan a coréalisé avec François Lescalier le documentaire « Un an avec DSK » qui est diffusé le 13 mars 2011 par Canal +. Ce documentaire revient sur les douze derniers mois de Dominique Strauss-Kahn à la tête du FMI, son action, sa vie et ses ambitions alors que DSK est présenté comme potentiel candidat socialiste à l'élection présidentielle de la présidence de la république en 2012.
En juin 2011, Nicolas Escoulan est nommé rédacteur en chef du Grand Journal, l'émission phare de Canal + présentée par Michel Denisot. À l'occasion des élections présidentielle de 2012, il met en place et dirige les premières soirées électorales de Canal+, présentées par Anne-Sophie Lapix et Michel Denisot.
En mai 2013, il commence une nouvelle carrière à la radio, appelé par Fabien Namias, nouveau directeur général et de l'information d’Europe1 pour l'épauler en tant que directeur adjoint de la rédaction. Les deux hommes avait eu l'occasion de se côtoyer à TF1, tous deux en début de carrière. Sa principale mission est de repenser les tranches d'information de la station, notamment La Matinale de Thomas Sotto. En juin 2014 il est nommé directeur de la rédaction d'Europe 1.
Lors de la rencontre annuelle de la French-American Foundation les 8-12 octobre à Paris et Bordeaux, il est nommé pour la promotion 2014 des « Young Leaders ».
En janvier 2017 il succède à Sonia Mabrouk à la présentation de l'émission Les Éclaireurs sur Europe 1 le dimanche de 19h20 à 20h.
En juillet 2017, il devient conseiller chargé de la communication auprès du secrétaire d’État auprès du Premier ministre, porte-parole du Gouvernement, Benjamin Griveaux, puis directeur de cabinet à compter du 24 octobre 2018 (JO du 23 octobre 2018).
En avril 2019, il est recruté par le cabinet de conseil stratégique en communication Taddeo, fondé par Raymond Soubie et Julien Vaulpré. Il en est le directeur général adjoint  et associé.